# Giuseppe Martano
Giuseppe Martano (Savona, 10 de outubro de 1910 - Turim, 2 de setembro de 1994) foi um ciclista italiano dos anos 30 onde a sua carreira se viu interrompida pela Segunda Guerra Mundial.

## Biografia
Giuseppe Martano converteu-se em campeão do mundo amador em 1930 e 1932 e em campeão da Itália em estrada amador em 1932. Estreou como profissionais em 1931.

## Palmarés
1933
- 3º do Tour de France

1934
- 2º do Tour de France, mais 1 etapa

1935
- Giro de Lazio, mais 1 etapa
- 2º no Giro d'Italia

1937
- Milão-Turim
- Grande Prêmio de Cannes
- 2 etapas da Paris-Nice

## Resultados nas grandes voltas
| Carreira        | 1930 | 1931 | 1932 | 1933 | 1934 | 1935 | 1936 | 1937 | 1938 | 1939 | 1940 |
| --------------- | ---- | ---- | ---- | ---- | ---- | ---- | ---- | ---- | ---- | ---- | ---- |
| Giro d'Italia   | -    | -    | -    | Ab.  | -    | 2º   | -    | -    | 35º  | Ab.  | -    |
| Tour de France  | -    | -    | -    | 3º   | 2º   | Ab.  | -    | 24º  | 27º  | -    | -    |
| Volta a Espanha | X    | X    | X    | X    | X    | -    | -    | X    | X    | X    | X    |